# セルロイド・クローゼット
『セルロイド・クローゼット』（The Celluloid Closet）は、1995年のアメリカ合衆国のドキュメンタリー映画。
ハリウッドの映画史において、性的少数者/LGBT（レズビアン、ゲイ、バイセクシュアル、トランスジェンダー）はどのように描かれてきたのかを、映画関係者へのインタビューを通して検証していく。
1995年9月に開催された第20回トロント国際映画祭において初上映された。

## 出演者
- ナレーター：リリー・トムリン - 俳優

以下はインタビュー形式による出演。
- ジェイ・プレッソン・アレン - 脚本家
- ゴア・ヴィダル - 劇作家、評論家
- ジャン・オクセンバーグ - 作家
- トニー・カーティス - 俳優
- クエンティン・クリスプ - 作家
- ファーリー・グレンジャー - 俳優
- マート・クロウリー - 劇作家
- ウーピー・ゴールドバーグ - 俳優
- スーザン・サランドン - 俳優
- バリー・サンドラー - 脚本家
- ジョン・シュレシンジャー - 映画監督
- スチュアート・スターン - 脚本家
- リチャード・ダイヤー - 評論家
- ロン・ナイスワーナー - 脚本家
- ハリー・ハムリン - 俳優
- トム・ハンクス - 俳優
- ハーヴェイ・ファイアスタイン - 俳優、脚本家
- アントニオ・ファーガス - 俳優
- スージー・ブライト - 作家
- シャーリー・マクレーン - 俳優
- ダニエル・メルニック - 演出家
- アーミステッド・モーピン - 作家
- ポール・ラドニック - 脚本家
- アーサー・ローレンツ - 劇作家、脚本家、演出家

## 登場する映画作品
- 愛と青春の旅だち - An Officer and a Gentleman (1982)
- 赤い河 - Red River (1948)
- 赤ちゃん教育 - Bringing Up Baby (1938)
- 明日に向って撃て! - Butch Cassidy and the Sundance Kid (1969)
- 熱いトタン屋根の猫 - Cat on a Hot Tin Roof (1958)
- アナザー・カントリー - Another Country (1983)
- 甘い抱擁 - The Killing of Sister George (1968)
- ウェディング・バンケット - The Wedding Banquet (1993)
- ウォリアーズ - The Warriors (1979)
- 失われた週末 - The Lost Weekend (1945)
- 噂の二人 - The Children's Hour (1961)
- エドワードII - Edward II (1991)
- エミリーの窓 - Windows (1980)
- お熱いのがお好き - Some Like It Hot (1959)
- Oh!ベルーシ絶体絶命 - Continental Divide (1981)
- お茶と同情 - Tea and Sympathy (1956)
- 女ドラキュラ - Dracula's Daughter (1936)
- カー・ウォッシュ - Car Wash (1976)
- カラー・パープル - The Color Purple (1985)
- カラミティ・ジェーン - Calamity Jane (1953)
- 犠牲者 - Victim (1961)
- キャバレー - Cabaret (1972)
- 去年の夏 突然に - Suddenly, Last Summer (1959)
- ギルダ - Gilda (1946)
- クライング・ゲーム - The Crying Game (1992)
- クリスチナ女王 - Queen Christina (1933)
- グリニッチ・ビレッジの青春 - Next Stop, Greenwich Village (1976)
- クルージング - Cruising (1980)
- 軍曹 - The Sergeant (1968)
- 刑事 - The Detective (1968)
- 恍惚 - Swoon  (1992)
- 恋人よ帰れ - Lover Come Back (1961)
- GO fish - GO fish (1994)
- 荒野を歩け - Walk on the Wild Side (1962)
- 氷の微笑 - Basic Instinct (1992)
- 孤独な場所で - In a Lonely Place (1950)
- 殺しのファンレター - The Fan (1981)
- コンチネンタル - The Gay Divorcee (1934)
- サンダーボルト - Thunderbolt and Lightfoot (1974)
- 十字砲火 - Crossfire (1947)
- 情熱の狂想曲 - Young Man with a Horn (1950)
- 女囚の意気地 - Ladies They Talk About (1933)
- 女囚の掟 - Caged (1950)
- シルクウッド - Silkwood (1983)
- 紳士は金髪がお好き - Gentlemen Prefer Blondes (1953)
- スパルタカス - Spartacus (1960)
- ターザンの復讐 - Tarzan and His Mate (1934)
- 大砂塵 - Johnny Guitar (1954)
- ダンシング・レディ - Dancing Lady (1933)
- チャップリンの舞台裏 - Behind the Screen (1916)
- チョコレート・ウォー - The Chocolate War (1988)
- つばさ - Wings (1927)
- Dickson Experimental Sound Film (1895)　（邦題不明、ディクソンの実験映画）
- ティーン・ウルフ - Teen Wolf (1985)
- テルマ&ルイーズ - Thelma & Louise (1991)
- トーチソング・トリロジー - Torch Song Trilogy (1988)
- 屠殺者 - Manslaughter (1922)
- トップ・ハット - Top Hat (1935)
- ドリーム・マシーン - Dream a Little Dream (1989)
- 日曜日は別れの時 - Sunday, Bloody Sunday (1971)
- ノース・ダラス40 - North Dallas Forty (1979)
- パートナーズ - Partners (1982)
- 橋からの眺め - A View From The Bridge (1962)
- バニシング・ポイント - Vanishing Point (1970)
- パニック・スクール/冒涜少年団 - Heaven Help Us (1985)
- ハンガー - The Hunger (1983)
- ビクター/ビクトリア - Victor/Victoria (1982)
- 羊たちの沈黙 - The Silence of the Lambs (1991)
- ビビアンの旅立ち - Desert Hearts (1985)
- フィラデルフィア - Philadelphia  (1993)
- フライド・グリーン・トマト - Fried Green Tomatoes (1991)
- フランケンシュタインの花嫁 - Bride of Frankenstein (1935)
- プリシラ - The Adventures of Priscilla, Queen of the Desert (1994)
- フリービーとビーン/大乱戦 - Freebie and the Bean (1974)
- ブロードウェイ・メロディー - The Broadway Melody (1929)
- ヘアスプレー - Hairspray (1988)
- ヘザース/ベロニカの熱い日 - Heathers (1989)
- ベン・ハー - Ben-Hur (1959)
- ポイズン - Poison (1991)
- ボーイズ・オン・ザ・サイド - Boys on the Side (1995)
- 僕たちの時間 - The Hours and Times (1991)
- マイ・ビューティフル・ランドレット - My Beautiful Laundrette (1985)
- マイ・プライベート・アイダホ - My Own Private Idaho (1991)
- マイ・ボディガード - My Bodyguard (1980)
- マイ・ライバル - Personal Best (1982)
- 摩天楼を夢みて - Glengarry Glen Ross (1992)
- 真夜中のカーボーイ - Midnight Cowboy (1969)
- 真夜中のパーティ - The Boys in the Band (1970)
- マルタの鷹 - The Maltese Falcon (1941)
- Mr.レディ Mr.マダム - "La Cage aux Folles" (1978)
- ミス・ダイナマイト - Call Her Savage (1932)
- ミセス・ダウト - Mrs. Doubtfire (1993)
- ミッドナイト・エクスプレス - Midnight Express (1978)
- メーキング・ラブ -  Making Love (1982)
- 女狐 - The Fox (1967)
- モー・マネー - Mo' Money (1992)
- モロッコ - Morocco (1930)
- 野望の系列 - Advise and Consent (1962)
- 夜を楽しく - Pillow Talk (1959)
- 48時間 - 48 Hrs. (1982)
- ラブ IN ニューヨーク - Night Shift (1982)
- リアンナ - Lianna (1983)
- リビング・エンド - The Living End (1992)
- 理由なき反抗 - Rebel Without a Cause (1955)
- レベッカ - Rebecca (1940)
- レポマン - Repo Man (1984)
- ロープ - Rope (1948)
- ロングタイム・コンパニオン - Longtime Companion (1990)
- 別れの一瞥 - Parting Glances (1986)
- ワイルド・アット・ハート - Wild at Heart (1990)
- ワンダー・バー - Wonder Bar (1934)